# Església de Sant Feliu de Xàtiva
L'Església de Sant Feliu de Xàtiva és una ermita situada a Xàtiva (Costera), construïda en el segle xiii després de la reconquesta cristiana. És Bé d'Interès Cultural amb número de registre ministerial R-I-51-0000354 de data 4 de desembre de 1930.

## Situació
Està a la falda del castell adjacent al nucli urbà de Xàtiva, prop del mirador de Bellveret.

## Descripció
Pertany al tipus d'esglésies sorgit molt prompte a Occitània que es va difondre en la Corona d'Aragó arran de la reconquista, i és la més antiga de la ciutat, ja que es va construir en 1265 sobre el solar de la basílica visigoda. L'edifici és rectangular amb quatre arcs diafragmàtics d'extraordinària llum que sostenen la coberta de fusta a dos vessants, i finestres i portada romàniques, molt poc freqüents en el Regne de València. En la façana nord hi ha un atri sustentat per sis columnes romanes de marbre, totes distintes.
En l'interior es conserven nombrosos vestigis antics: algunes làpides romanes i una pila d'aigua beneïda tallada en alabastre en el segle xiii. Són molt interessants les pintures murals d'estil gòtic lineal existents en la testera i en dues entrepilastres del costat sud.
El retaule major que està dedicat a sant Feliu de Girona patró de Xàtiva va ser un encàrrec realitzat cap a 1507 al Mestre d'Artés pels jurats, fet que van voler deixar constància col·locant l'escut del regne i de la ciutat en el guardapols. En el net figuren representats sant Joan Baptista, patró del gremi de corders, i sant Eloi, patró dels ferrers, manyans i argenters, així com escenes de la Passió i de la vida de la Mare de Déu.
Entre les taules soltes existents als peus del temple destaquen la de la Magdalena de Joan Reixac, la de la Mare de Déu entre sant Bernat i sant Benet, obra del Mestre de Borbotó i les que pertanyien al retaule de la Mare de Déu de la Llet obra del pintor de l'escola del Maestrat Valentí Montoliu.